# Melem-Ana
Melem-Ana di Unug (... – 2546 a.C. circa) è il 11° lugal della prima dinastia di Uruk.
La Lista dei re sumeri lo pone dopo Mesh-He e gli assegna 6 anni di regno, si crede dal 2552 a.C. alla morte. Gli sarebbe successo Lugal-Kitun. La sua storicità non è però del tutto accertata.